# اما پری کار
اما پری کار (انگلیسی: Emma P. Carr؛ زاده ۲۳ ژوئیهٔ ۱۸۸۰ درگذشته ۷ ژانویهٔ ۱۹۷۲) یک دانشمند در زمینه طیف سنجی مرئی-فرابنفش بود.